# Rajd Jänner 2014
31. Internationale Jänner-Rallye – 31 edycja rajdu samochodowego Rajd Jänner rozgrywanego w Austrii. Rozgrywany był od 3 do 5 stycznia 2014 roku. Bazą rajdu była miejscowość Freistadt. Była to pierwsza runda Rajdowych Mistrzostw Europy w roku 2014. Rajd był zarazem pierwsza rundą Rajdowych Mistrzostw Czech (MMČR), jak i pierwszą Rajdowych Mistrzostw Austrii (ÖRM). Składał się z 18 odcinków specjalnych.
W rajdzie wystąpiło czterech polskich kierowców: Robert Kubica jadący Fordem Fiesta RRC, Kajetan Kajetanowicz jadący Fordem Fiesta R5, Sławomir Ogryzek jadący Citroënem C2 R2 i Grzegorz Sikorski jadący Fordem Fiesta ST. Zwycięzcą rajdu został Robert Kubica z pilotem Maciej Szczepaniakiem, który na ostatnim odcinku specjalnym wyprzedził dotychczasowego lidera Czecha Wacław Pecha o ponad 30 sekund i cały rajd zakończył z przewagą prawie 20 sekund. W całym rajdzie Kubica wygrał osiem z osiemnastu oesów. Kajetan Kajetanowicz odpadł w pierwszym dniu rajdu na szóstym odcinku specjalnym z powodu blokady pedału gazu. Wcześniej Kajetanowicz wygrał trzy z pięciu rozegranych odcinków specjalnych i był wiceliderem rajdu.
Ostatni 18 odcinek specjalny.
Po rozegraniu 17 odcinków specjalnych (OS) Rober Kubica zajmował drugie miejsce ze stratą 11,8 s. do Czecha Wacława Pecha. Zawodnikom pozostał do przejechania ostatni 18 OS. Zważywszy na to, iż jest ten sam odcinek co 17 i że Kubica odrobił na nim tylko 2 sekundy do Pecha, wydawało się, że nie ma szans, by odrobił aż taką stratę.
Wyniki pierwszej trójki po 17 OS:
| Miejsce | Kierowca             | Samochód                     | Czas      | Strata  |
| ------- | -------------------- | ---------------------------- | --------- | ------- |
| 1       | Wacław Pech          | Mini John Cooper Works S2000 | 2:12:54.6 | -       |
| 2       | Robert Kubica        | Ford Fiesta RRC              | 2:13:06.4 | +11.8   |
| 3       | Raimund Baumschlager | Skoda Fabia S2000            | 2:14:22.3 | +1:27.7 |

Jednak na ostatnim 18 OS-ie Kubica jedzie nadzwyczajnie, jak przyzna później po rajdzie dopomógł mu w tym dobór opon, który był sprawą nieco przypadkową. Robert chciał założyć cztery opony zimowe (przejazd odbywał się w nocy, na zabłoconej drodze), bo "deszczówki" nie były dostępne, jednak limit tych opon wyczerpał już na poprzednich OS-ach, dlatego założył dwie opony zimowe i dwie opony z kolcami co znakomicie się sprawdziło. Na metę 18 OS-u Polak przyjechał 23 sekundy przed drugim zawodnikiem, a pierwszy do tej pory w klasyfikacji generalnej Wacław Pech zajął piąte miejsce ze stratą prawie 32 s. do Roberta.
Wyniki pierwszej piątki 18 OS-u:
| Miejsce | Kierowca             | Samochód                     | Czas    | Strata |
| ------- | -------------------- | ---------------------------- | ------- | ------ |
| 1       | Robert Kubica        | Ford Fiesta RRC              | 13:36.0 | -      |
| 2       | Raimund Baumschlager | Skoda Fabia S2000            | 13:59.0 | +23.0  |
| 3       | Andreas Aigner       | Peugeot 207 S2000            | 14:02.4 | +26.4  |
| 4       | Beppo Harrach        | Mitsubishi Lancer Evo IX R4  | 14:02.6 | +26.6  |
| 5       | Wacław Pech          | Mini John Cooper Works S2000 | 14:07.7 | +31.7  |

Jak przyznał Kubica mimo dobrego czasu jego załoga nie ustrzegła się przygód na 18 OS-ie. Podczas pokonywania jednego z zakrętów samochód uderzył w jedną z tyczek wyznaczających trasę, i awarii uległ jeden z dodatkowych reflektorów oświetlających drogę, wyczepił się z mocowania i zaczął świecić prosto w twarz kierowcy. Robert pamiętając, że przed nimi jest długa prosta próbował go wyłączyć. Jednak, jak przyznał po rajdzie, wyłącznika szukał tam, gdzie znajduje się on w samochodzie Citroen DS3 (czyli w aucie, w którym startował cały poprzedni sezon) a nie w Fordzie Fieście, za którego kółkiem właśnie jechał. Robert tak się tym zafrasował, iż przestał słuchać swojego pilota, Maciej w tym czasie trzy razy powtórzył tę sama komendę. Nim kierowca się zorientował, było już za późno i załoga wypadła z trasy. Na szczęście szybko udało im się na nią powrócić.
Na koniec rajdu Robert Kubica po raz drugi w karierze otrzymał wyróżnienie, trofeum Colin McRae ERC Flat Out Trophy z rąk gościa specjalnego rajdu, Marcusa Gronholma, obecnego na rajdzie jako ekspert Eurosportu.
Kubica oprócz zwycięstwa w całym rajdzie wygrał wprowadzoną w tym roku nową klasyfikacją tzw. ERC Ice Master, polegającą na punktowaniu przejazdu każdego OS-u osobno w warunkach zimowej jazdy. Punktowanie następuje według klucz: pierwsze miejsce - 10 pkt, drugie - 6 pkt, trzecie - 4 pkt, czwarte - 2 pkt i piąte - 1 pkt..
Punktacja ERC Ice Master po pierwszej rundzie
| Miejsce | Kierowca             | Pkt |
| ------- | -------------------- | --- |
| 1       | Robert Kubica        | 122 |
| 2       | Wacław Pech          | 110 |
| 3       | Raimund Baumschlager | 68  |
| 4       | Beppo Harrach        | 44  |
| 5       | Kajetan Kajetanowicz | 36  |

## Zwycięzcy odcinków specjalnych[9]
| Dzień      | Numer odcinka | Nazwa odcinka                   | Długość  | Zwycięzca odcinka                   | Nr Sam. | Samochód                     | Czas       | Śr. pr.     | Lider rajdu                         |
| ---------- | ------------- | ------------------------------- | -------- | ----------------------------------- | ------- | ---------------------------- | ---------- | ----------- | ----------------------------------- |
| 4 stycznia | OS1           | Pierbach 1                      | 18,99 km | Kajetan Kajetanowicz Jarosław Baran | 4       | Ford Fiesta R5               | 00:14:18.4 | 79.64 km/h  | Kajetan Kajetanowicz Jarosław Baran |
| 4 stycznia | OS2           | Liebenau 1                      | 10,22 km | Kajetan Kajetanowicz Jarosław Baran | 4       | Ford Fiesta R5               | 00:05:58.5 | 102.63 km/h | Kajetan Kajetanowicz Jarosław Baran |
| 4 stycznia | OS3           | St. Oswald 1                    | 8,33 km  | Robert Kubica Maciej Szczepaniak    | 1       | Ford Fiesta RRC              | 00:04:36.3 | 108.14 km/h | Kajetan Kajetanowicz Jarosław Baran |
| 4 stycznia | OS4           | Pierbach 2                      | 18,99 km | Raimund Baumschlager Klaus Wicha    | 6       | Skoda Fabia S2000            | 00:12:54.6 | 88.26 km/h  | Raimund Baumschlager Klaus Wicha    |
| 4 stycznia | OS5           | Liebenau 2                      | 10,22 km | Kajetan Kajetanowicz Jarosław Baran | 4       | Ford Fiesta R5               | 00:06:00.5 | 102.06 km/h | Raimund Baumschlager Klaus Wicha    |
| 4 stycznia | OS6           | St. Oswald 2                    | 8,33 km  | Robert Kubica Maciej Szczepaniak    | 1       | Ford Fiesta RRC              | 00:04:28.8 | 111.16 km/h | Raimund Baumschlager Klaus Wicha    |
| 4 stycznia | OS7           | Pregarten 1                     | 8,76 km  | Wacław Pech Petr Uhel               | 5       | Mini John Cooper Works S2000 | 00:04:21.6 | 120.55 km/h | Raimund Baumschlager Klaus Wicha    |
| 4 stycznia | OS8           | Schönau-St. - Leonhard 1        | 22,93 km | Robert Kubica Maciej Szczepaniak    | 1       | Ford Fiesta RRC              | 00:13:25.9 | 102.43 km/h | Wacław Pech Petr Uhel               |
| 4 stycznia | OS9           | Pregarten 2                     | 8,76 km  | Robert Kubica Maciej Szczepaniak    | 1       | Ford Fiesta RRC              | 00:04:27.1 | 118.07 km/h | Wacław Pech Petr Uhel               |
| 4 stycznia | OS10          | Schönau-St. - Leonhard 2        | 22,93 km | Robert Kubica Maciej Szczepaniak    | 1       | Ford Fiesta RRC              | 00:13:44.3 | 100.14 km/h | Robert Kubica Maciej Szczepaniak    |
| 5 stycznia | OS11          | Gutau 1                         | 8,27 km  | Wacław Pech Petr Uhel               | 5       | Mini John Cooper Works S2000 | 00:04:33.0 | 109.05 km/h | Robert Kubica Maciej Szczepaniak    |
| 5 stycznia | OS12          | Unterweißenbach 1               | 12,56 km | Wacław Pech Petr Uhel               | 5       | Mini John Cooper Works S2000 | 00:07:18.0 | 103.07 km/h | Robert Kubica Maciej Szczepaniak    |
| 5 stycznia | OS13          | Arena Königswiesen 1            | 7,79 km  | Wacław Pech Petr Uhel               | 5       | Mini John Cooper Works S2000 | 00:05:04.7 | 92.04 km/h  | Wacław Pech Petr Uhel               |
| 5 stycznia | OS14          | Gutau 2                         | 8,27 km  | Robert Kubica Maciej Szczepaniak    | 1       | Ford Fiesta RRC              | 00:04:31.6 | 109.62 km/h | Wacław Pech Petr Uhel               |
| 5 stycznia | OS15          | Unterweißenbach 2               | 12,56 km | Wacław Pech Petr Uhel               | 5       | Mini John Cooper Works S2000 | 00:07:38.2 | 98.52 km/h  | Wacław Pech Petr Uhel               |
| 5 stycznia | OS16          | Arena Königswiesen 2            | 7,79 km  | Wacław Pech Petr Uhel               | 5       | Mini John Cooper Works S2000 | 00:05:19.2 | 87.86 km/h  | Wacław Pech Petr Uhel               |
| 5 stycznia | OS17          | Bad Zell - Tragwein - Aistall 1 | 25,00 km | Robert Kubica Maciej Szczepaniak    | 1       | Ford Fiesta RRC              | 00:13:26.7 | 111.57 km/h | Wacław Pech Petr Uhel               |
| 5 stycznia | OS18          | Bad Zell - Tragwein - Aistall 2 | 25,00 km | Robert Kubica Maciej Szczepaniak    | 1       | Ford Fiesta RRC              | 00:13:36.0 | 110.29 km/h | Robert Kubica Maciej Szczepaniak    |

## Wyniki końcowe rajdu
| Miejsce | Kierowca             | Pilot                | Samochód                     | Czas       | Strata     |
| ------- | -------------------- | -------------------- | ---------------------------- | ---------- | ---------- |
| 1       | Robert Kubica        | Maciej Szczepaniak   | Ford Fiesta RRC              | 02:26:42.4 | 0          |
| 2       | Wacław Pech          | Petr Uhel            | Mini John Cooper Works S2000 | 02:27:02.3 | 00:00:19.9 |
| 3       | Raimund Baumschlager | Klaus Wicha          | Skoda Fabia S2000            | 02:28:21.3 | 00:01:38.9 |
| 4       | Beppo Harrach        | Leopold Welsersheimb | Mitsubishi Lancer Evo IX R4  | 02:29:42.7 | 00:03:00.3 |
| 5       | Jaromír Tarabus      | Daniel Trunkát       | Škoda Fabia S2000            | 02:30:22.0 | 00:03:39.6 |
| 6       | Andreas Aigner       | Barbara Watzl        | Peugeot 207 S2000            | 02:31:15.8 | 00:04:33.4 |
| 7       | Vasiliy Gryazin      | Dmitry Chumak        | Ford Fiesta S2000            | 02:33:09.8 | 00:06:27.4 |
| 8       | Roman Odložilík      | Martin Tureček       | Ford Fiesta R5               | 02:33:58.7 | 00:07:16.3 |
| 9       | Robert Consani       | Vincent Landais      | Peugeot 207 S2000            | 02:36:24.6 | 00:09:42.2 |
| 10      | Hermann Neubauer     | Bernhard Ettel       | Subaru Impreza Sti R4        | 02:38:22.0 | 00:11:39.6 |

## Kasyfikacja po 1 rundzie RME 2014
Punkty przyznawano według klucza 25-18-15-12-10-8-6-4-2-1. Dodatkowo po każdym etapie (dniu) rajdu prowadzona jest osobna klasyfikacja w której przyznawano punkty według klucza 7-6-5-4-3-2-1 (jeżeli dany etap obejmował przynajmniej 25% długości odcinków specjalnych rajdu). Do klasyfikacji zaliczane są cztery najlepsze wyniki spośród sześciu pierwszych rajdów oraz cztery najlepsze wyniki w sześciu ostatnich rajdach w sezonie.
| Poz. | Kierowca             | AUT | LVA | ROM | GRE | IRL | POR | BEL | EST | CZE | CYP | CHE | FRA | Suma punktów |
| ---- | -------------------- | --- | --- | --- | --- | --- | --- | --- | --- | --- | --- | --- | --- | ------------ |
| 1    | Robert Kubica        | 114 |     |     |     |     |     |     |     |     |     |     |     | 39           |
| 2    | Wacław Pech          | 212 |     |     |     |     |     |     |     |     |     |     |     | 30           |
| 3    | Raimund Baumschlager | 39  |     |     |     |     |     |     |     |     |     |     |     | 24           |
| 4    | Beppo Harrach        | 48  |     |     |     |     |     |     |     |     |     |     |     | 20           |
| 5    | Jaromír Tarabus      | 57  |     |     |     |     |     |     |     |     |     |     |     | 17           |
| 6    | Andreas Aigner       | 64  |     |     |     |     |     |     |     |     |     |     |     | 12           |
| 7    | Vasiliy Gryazin      | 71  |     |     |     |     |     |     |     |     |     |     |     | 7            |
| 8    | Roman Odlozilik      | 81  |     |     |     |     |     |     |     |     |     |     |     | 5            |
| 9    | Robert Consani       | 9   |     |     |     |     |     |     |     |     |     |     |     | 2            |
| 10   | Hermann Neubauer     | 10  |     |     |     |     |     |     |     |     |     |     |     | 1            |

| Kolor     | Opis                   |
| --------- | ---------------------- |
| Złoty     | Zwycięzca              |
| Srebrny   | 2 miejsce              |
| Brązowy   | 3 miejsce              |
| Zielony   | Punktowane miejsce     |
| Niebieski | Ukończył nie punktował |
| Fioletowy | Nie ukończył NU        |
| Czarny    | Wykluczony X           |
| Biały     | Nie wystartował NW     |
| Puste     | Nie brał udziału       |